# NGC 1914
NGC 1914 је расејано звездано јато у сазвежђу Трпеза које се налази на NGC листи објеката дубоког неба.
Деклинација објекта је - 71° 15' 21" а ректасцензија 5h 17m 39,8s. Привидна величина (магнитуда) објекта NGC 1914 износи 12,0. NGC 1914 је још познат и под ознакама ESO 56-SC95.